# Oeneis magna
Oeneis magna is een vlinder uit de onderfamilie Satyrinae van de familie Nymphalidae (aurelia's). De wetenschappelijke naam is voor het eerst geldig gepubliceerd in 1888 door Ludwig Carl Friedrich Graeser.
De soort komt voor in Europa.